# Rombly (ancien village)
Pour l’article homonyme, voir Rombly (homonymie).
Rombly, du latin Romiliacum, appelé Romblyo au VIe siècle, est un ancien village disparu aujourd'hui, à proximité de la commune de Lefaux et situé entre les communes de Camiers et d'Étaples dans le département français du Pas-de-Calais, sur la Côte d'Opale. Il a été parfois désigné par le nom de Rombly-en-sable.

## Histoire

### La légende
La légende raconte que le village fut enseveli sous les sables en 1646, l'événement se produisant en une seule nuit de tempête. Les habitants ont alors rejoint le village de Lefaux.
Un siècle plus tard, lors de la rédaction des cahiers de doléances par l'assemblée des trois états du Boulonnais le 16 mars 1789, il sera fait référence à cet événement en ces termes :

« pour prévenir un si malheureux sort que celui du village de Rombly, il y aurait un garant sûr et certain par une plantation d'oyats ; le progrès desdits sables nous ayant fait perdre plus d'un tiers de notre territoire et nous faisant un grand tort sur les avestures de nos grains qui se trouvent en devant… »

### Chronologie
Les éléments de l’histoire de Rombly nous sont connus notamment par le bulletin de la commission des antiquités départementales de 1862 :
- 1059 : Guarin, abbé de Saint-Josse, admet dans son couvent comme moine Baudouin, fils du chevalier Fulcon d'Hesdin, et reçoit de lui un alleu dans le fond de Rombly. Il s'agit de la première preuve de l'existence du village de Rombly.
- 1067 : la donation est confirmée par Guy comte de Ponthieu[3].
- 1226 : Simondesville, abbé de Saint-Josse, fait une transaction avec Hugues de Brimeux, curé de Camiers et de Rombly : en effet, Rombly, après avoir été paroisse pendant un certain temps, a été annexé à l'église de Camiers[3].
- 1235 : Jean, évêque de Thérouanne, accorde l'église de Rombly à l'abbaye de Saint-Josse[4].
- 1346 : les Anglais incendient Rombly[4].
- 1360 : dans la donation faite l’église à Notre-Dame de Boulogne par Charles, dauphin et régent du Royaume de France, se trouve un journal de terre situé le long du chemin de Rombly[5].
- 1558 : sur une carte intitulée Nouvelle description du pays boulonnais, Rombly apparaît bien boisé et possède une forêt. M. de Bergemont, d’Étaples, est alors seigneur de Rombly et a droit de fief  sur le village.
- 1759 : l'inscription "Rombly couvert par les sables" figure sur la carte de Cassini à l'emplacement approximatif du village.

### Ensablement du village
L’ensablement du village est décrit par le bulletin de la commission des antiquités départementales de 1862. La description historique fait apparaître un ensablement nettement plus progressif que la légende ne le décrit.
Vers 1608, les sables de la mer, poussés par les vents d’ouest, commencent à se répandre sur toutes les côtes et à former des dunes qui menacent d’envahir le territoire. Pour arrêter les progrès de ce fléau, il est ordonné par lettres patentes du 4 mars 1608 de planter des hoyats sur tout le littoral. Il semble cependant que les habitants aient utilisé cette barrière pour leur chauffage habituel. Les sables recommencent leurs ravages. En 1686, le village de Rombly est totalement enseveli.
Toujours selon le bulletin, les habitants se réfugient alors au hameau de Lefaux situé sur le haut d'une montagne qui dominait leur malheureux pays. Les habitants eurent le temps d’emporter ce qui leur appartenait, y compris les vestiges de leurs anciennes demeures, ce qui explique qu'il ne reste aucun vestige.
On apprendra par cette même source que lors de l’invasion des sables, une partie du village de Camiers fut couverte en même temps : une assemblée des habitants de Camiers décide en 1766 de la construction d’une église remplaçant celle ayant été ensevelie.

### Aujourd’hui
À l’emplacement du village disparu se dresse aujourd’hui le bois de Rombly, qu’un sentier de randonnée du même nom traverse.

## Toponymie
Le nom de la localité est attesté sous les formes Rumbliacum en 1134 ; Rumbiliacum en 1208 ; Rumbli en 1235 ; Rombli en 1360 ; Rombelli en 1405 ; Ronblex en 1518 ; Rombly au XVIIIe siècle.